# Chalarodon

Chalarodon es un género de lagartos de la familia Opluridae.

## Distribución
Las especies de este género son endémicas de Madagascar.

## Lista de especies
Se han descrito 2 especies.
- Chalarodon madagascariensis (Peters, 1854)
- Chalarodon steinkampi Miralles, Glaw, Ratsoavina & Vences, 2015